# کراسنولیپیه
کراسنولیپیه (به لهستانی:  Krasnolipie) یک روستا در لهستان است که در گمینا برانگوو واقع شده‌است. کراسنولیپیه  ۶۲ نفر جمعیت دارد.